# Ojciec (film 2004)
Ojciec (ros. Папа) – rosyjski dramat obyczajowy z 2004 roku w reżyserii Władimira Maszkowa, zrealizowany na podstawie sztuki Aleksandra Galicza pt. Matrosskaja tiszyna.

## Opis fabuły
ZSRR roku 1929. W małej miejscowości Tulczyn na Ukrainie żyje wraz ze swoim synem Dawidem Żyd Abram Schwarz. Jest to buchalter spędzający większość dnia nad księgami i papierami rachunkowymi. Jego oczkiem w głowie jest syn, którego pragnie uczynić wielkim wirtuozem skrzypiec. Chłopiec pod czujnym okiem ojca całymi godzinami musi grać na skrzypcach. Abram ma również hobby – zbiera widokówki z różnych miast świata. Abram jest bardzo surowy dla syna – bije go, zwłaszcza gdy jest pijany i gdy Dawid podkrada mu widokówki celem wymiany z kolegami. Po latach, w przededniu wybuchu wojny, Dawid staje się uznanym skrzypkiem moskiewskiego konserwatorium. Pewnego dnia stary Abram odwiedza syna, jednak ten najwyraźniej wstydzi się ojca – starego Żyda przed swoimi kolegami i zamiast gorąco przyjąć rodzica każe się mu wynosić. Dawid nie wie, że jest to ostatnie spotkanie z ojcem – wkrótce wybucha wojna i Dawid zostaje powołany do wojska. Dowiaduje się również, że ojciec podzielił los innych Żydów, którzy znaleźli się pod okupacją niemiecką i został zmordowany podczas holocaustu. Dawid zostaje ciężko ranny w bitwie pod Kurskiem i grozi mu amputacja ręki – nigdy już nie będzie mógł grać. W noc przed oczekującą go operacją w pociągu sanitarnym odwiedza go duch ojca, który wybacza mu kradzież widokówek i złe przyjęcie w akademiku konserwatorium. Obydwaj mężczyźni jednają się.

## Role
- Władimir Maszkow – Abram Schwartz
- Jegor Bierojew – Dawid Schwartz (dorosły)
- Andriej Rozendent – Dawid Schwartz (młodzieniec)
- Ksenia Ławrowa-Glinka – Ludmiła
- Siergiej Driejden – Meier Wolf
- Olga Krasko – Tania (dorosła)
- Lidia Pochomowa – Tania (dziewczynka)
- Olga Mirosznikowa – Hannah
- Ksenia Barkałowa – Hannah (dziewczynka)
- Anatolij Wasiliew – Iwan Czernyszow
- Andriej Kuziczow – Sławka Lebidiew
- Siergiej Ugriumow – Mitia Żukow
- Zoja Tieriechowa – Roza Gurewicz
- Artur Smoljaninow – Lonczik
- Nikjołaj Popkow – Smorodin
- Andriej Smoliakow – Odincow
- Siergiej Koliesnikow – szef pociągu sanitarnego

i inni.

## Produkcja
Zdjęcia kręcono w Kamieńcu Podolskim.